# Caradrina rougemonti
Caradrina rougemonti là một loài bướm đêm trong họ Noctuidae.